# Basco (Batanes)
Basco is een gemeente in de Filipijnse provincie Batanes op het eiland Batan. De gemeente is de hoofdstad van de provincie. Bij de laatste census in 2007 had de gemeente bijna achtduizend inwoners.

## Geografie

### Bestuurlijke indeling
Basco is onderverdeeld in de volgende 6 barangays:
- Ihuvok I
- Ihuvok II
- San Antonio
- San Joaquin
- Chanarian
- Kayhuvokan

## Demografie
Basco had bij de census van 2007 een inwoneraantal van 7.517 mensen. Dit zijn 800 mensen (11,9%) meer dan bij de vorige census van 2000. De gemiddelde jaarlijkse groei komt daarmee uit op 1,56%, hetgeen lager is dan het landelijk jaarlijks gemiddelde over deze periode (2,04%). Vergeleken met de census van 1995 is het aantal mensen met 1.745 (30,2%) toegenomen.

De bevolkingsdichtheid van Basco was ten tijde van de laatste census, met 7.517 inwoners op 49,46 km², 152 mensen per km².

## Geboren in Basco
- Pacita Abad (1946-2004), kunstschilderes